# Liste der Monuments historiques im 5. Arrondissement (Paris)
Die Liste der Monuments historiques im 5. Arrondissement (Paris) führt die Monuments historiques im 5. Arrondissement der französischen Hauptstadt Paris auf.

## Liste der Bauwerke
| Bezeichnung                                                 | Beschreibung | Standort | Kennzeichnung | Schutzstatus | Datum     | Bild |
| ----------------------------------------------------------- | ------------ | --- | ------------- | ------------ | --------- | ---- |
| Val-de-Grâce                                                |              | place Alphonse-Laveran (Lage)                                                                                     | PA00088392    | Classé       | 1964      |      |
| Pavillon                                                    |              | 279 Rue Saint-Jacques (Lage)                                                                                      | PA00088471    | Classé       | 1996      |      |
| Arena von Lutetia                                           |              | 49 rue Monge und rue des Arènes (Lage)                                                                            | PA00088393    | Classé       | 1884      |      |
| Bibliothek Sainte-Geneviève                                 |              | 10 place du Panthéon (Lage)                                                                                       | PA00088394    | Classé       | 1992      |      |
| Metzgerei                                                   |              | 6 rue Mouffetard (Lage)                                                                                           | PA00088396    | Inscrit      | 1984      |      |
| Metzgerei                                                   |              | 18 rue des Fossés-Saint-Jacques (Lage)                                                                            | PA00088395    | Inscrit      | 1984      |      |
| Bäckerei                                                    |              | 14 rue Monge (Lage)                                                                                               | PA00088398    | Inscrit      | 1984      |      |
| Bäckerei                                                    |              | 16 rue des Fossés-Saint-Jacques (Lage)                                                                            | PA00088397    | Inscrit      | 1984      |      |
| Boutique                                                    |              | 6 rue Frédéric-Sauton (Lage)                                                                                      | PA00088399    | Inscrit      | 1984      |      |
| Cabaret Père Lunette                                        |              | 4 rue des Anglais (Lage)                                                                                          | PA75050008    | Inscrit      | 2007      |      |
| unterirdischer Steinbruch                                   |              | (Lage) | PA75050003    | Inscrit      | 2004      |      |
| Caserne des Gardes Françaises                               |              | 7–11 rue Tournefort (Lage)                                                                                        | PA00088400    | Inscrit      | 1973      |      |
| Metzgerei                                                   |              | 200 Rue Saint-Jacques (Lage)                                                                                      | PA00088401    | Inscrit      | 1984      |      |
| Kino „Le Champo“                                            |              | 1 rue Champollion (Lage)                                                                                          | PA75050004    | Inscrit      | 2000      |      |
| Collège de Beauvais                                         |              | 9bis rue Jean-de-Beauvais (Lage)                                                                                  | PA00088402    | Classé       | 1881      |      |
| Collège des Bernardins                                      |              | 24 rue de Poissy (Lage)                                                                                           | PA00088408    | Classé       | 1887      |      |
| Collège de France                                           |              | 11 place Marcelin-Berthelot (Lage)                                                                                | PA00088405    | Inscrit      | 1926      |      |
| Collège des Écossais                                        |              | 65 rue du Cardinal-Lemoine (Lage)                                                                                 | PA00088403    | Inscrit      | 1945      |      |
| Collège Fortet                                              |              | 19–21 rue Valette (Lage)                                                                                          | PA00088404    | Inscrit      | 1925      |      |
| Collège des Irlandais                                       |              | 15 Rue des Carmes (Lage)                                                                                          | PA00088406    | Classé       | 1927      |      |
| Collège Sainte-Barbe                                        |              | 4 rue Valette (Lage)                                                                                              | PA75050002    | Inscrit      | 1999      |      |
| Collège des Trente-Trois                                    |              | 7 impasse des Bœufs (Lage)                                                                                        | PA00088407    | Inscrit      | 1980      |      |
| Couvent des Dames Bénédictines du Saint-Sacrement           |              | 29 rue Lhomond (Lage)                                                                                             | PA00088409    | Inscrit      | 1975      |      |
| Couvent des Feuillantines                                   |              | 10 rue des Feuillantines (Lage)                                                                                   | PA00088410    | Inscrit      | 1989      |      |
| Crèmerie                                                    |              | 202 Rue Saint-Jacques (Lage)                                                                                      | PA00088411    | Inscrit      | 1984      |      |
| École normale supérieure                                    |              | 45 rue d’Ulm (Lage)                                                                                               | PA00132985    | Inscrit      | 1994      |      |
| ehemalige École polytechnique                               |              | 1–21 rue Descartes (Lage)                                                                                         | PA00088412    | Classé       | 1984      |      |
| Métroeingang von Hector Guimard der Station Saint-Michel    |              | Boulevard Saint-Michel rue de la Huchette (Lage)                                                                  | PA00088479    | Inscrit      | 2016      |      |
| Kirche Saint-Blaise                                         |              | 46–48 rue Galande (Lage)                                                                                          | PA00088413    | Inscrit      | 1984      |      |
| St-Étienne-du-Mont                                          |              | 30 rue Descartes (Lage)                                                                                           | PA00088414    | Classé       | 1862      |      |
| St-Jacques-du-Haut-Pas                                      |              | rue Saint-Jacques (Lage)                                                                                          | PA00088415    | Inscrit      | 1957      |      |
| St-Julien-le-Pauvre                                         |              | square René-Viviani - Montebello (Lage)                                                                           | PA00088416    | Classé       | 1846      |      |
| St-Médard                                                   |              | 144 rue Mouffetard (Lage)                                                                                         | PA00088417    | Classé       | 1906      |      |
| Kirche Saint-Nicolas-du-Chardonnet                          |              | 23 rue des Bernardins (Lage)                                                                                      | PA00088418    | Classé       | 1887      |      |
| St-Séverin de Paris                                         |              | Rue des Prêtres-Saint-Séverin (Lage)                                                                              | PA00088419    | Classé       | 1862      |      |
| Stadtmauer von Philippe Auguste                             |              | 9–11 rue d’Arras 38–42 rue du Cardinal-Lemoine (Lage)                                                             | PA00088421    | Classé       | 1889      |      |
| Stadtmauer von Philippe Auguste                             |              | 23–27 rue d’Arras 48–50 rue du Cardinal-Lemoine (Lage)                                                            | PA00088422    | Classé       | 1889      |      |
| Stadtmauer von Philippe Auguste                             |              | 17–19 rue du Cardinal-Lemoine 28 rue des Fossés-Saint-Bernard (Lage)                                              | PA00088423    | Classé       | 1889      |      |
| Stadtmauer von Philippe Auguste                             |              | 45–47 rue Descartes 4 rue Thouin 60–68 rue du Cardinal-Lemoine rue Clovis (Lage)                                  | PA00088424    | Classé       | 1889      |      |
| Faculté de droit de Paris                                   |              | 12 place du Panthéon (Lage)                                                                                       | PA00088425    | Inscrit      | 1926      |      |
| Faculté de médecine de Paris                                |              | 13–15 rue de la Bûcherie (Lage)                                                                                   | PA00088426    | Classé       | 1907      |      |
| Fontaine Cuvier                                             |              | rue Cuvier 2 Rue Linné (Paris) (Lage)                                                                             | PA00088427    | Inscrit      | 1984      |      |
| Fontaine du Pot-de-Fer                                      |              | 60 rue Mouffetard (Lage)                                                                                          | PA00088429    | Inscrit      | 1925      |      |
| Große Pariser Moschee                                       |              | 39–47 rue Geoffroy-Saint-Hilaire (Lage)                                                                           | PA00088481    | Inscrit      | 1983      |      |
| Hôtel                                                       |              | 79 Boulevard Saint-Michel (Lage)                                                                                  | PA00088438    | Inscrit      | 1975      |      |
| Hôtel                                                       |              | 6 rue du Val-de-Grâce (Lage)                                                                                      | PA00088439    | Inscrit      | 1972      |      |
| Hôtel de Clermont-Tonnerre                                  |              | 27 quai de la Tournelle (Lage)                                                                                    | PA00088488    | Inscrit      | 1992      |      |
| Hôtel de Cluny                                              |              | 24 rue Du Sommerard (Lage)                                                                                        | PA00088431    | Classé       | 1846      |      |
| Hôtel Le Brun                                               |              | 49 rue du Cardinal-Lemoine (Lage)                                                                                 | PA00088432    | Inscrit      | 1955      |      |
| Hôtel Lesseville                                            |              | 65 rue Galande (Lage)                                                                                             | PA00088430    | Inscrit      | 1983      |      |
| Hôtel de Longueville                                        |              | 289 Rue Saint-Jacques (Lage)                                                                                      | PA00088433    | Inscrit      | 1975      |      |
| Hôtel de Miramion                                           |              | 47–53 quai de la Tournelle (Lage)                                                                                 | PA00088434    | Inscrit      | 1926      |      |
| Hôtel de Nesmond                                            |              | 55–57 quai de la Tournelle (Lage)                                                                                 | PA00088435    | Inscrit      | 1962      |      |
| Hôtel Poufour du Petit                                      |              | 7 rue Lacépède (Lage)                                                                                             | PA00088453    | Inscrit      | 1925      |      |
| Hôtel Saint-Haure                                           |              | 27 rue Lhomond (Lage)                                                                                             | PA00088436    | Classé       | 1962      |      |
| Hôtel Scipion                                               |              | 13 rue Scipion (Lage)                                                                                             | PA00088437    | Classé       | 1899 1969 |      |
| Gebäude                                                     |              | 8 rue Boutebrie (Lage)                                                                                            | PA00088440    | Inscrit      | 1925      |      |
| Hôtel Colbert                                               |              | 11 rue de la Bûcherie 5–7 rue de l’Hôtel-Colbert (Lage)                                                           | PA00088441    | Inscrit      | 1957      |      |
| Gebäude                                                     |              | 13 rue Champollion (Lage)                                                                                         | PA00088442    | Inscrit      | 1962      |      |
| Gebäude                                                     |              | 15 rue Champollion (Lage)                                                                                         | PA00088443    | Inscrit      | 1928      |      |
| Gebäude                                                     |              | 17 rue Champollion (Lage)                                                                                         | PA00088444    | Inscrit      | 1962      |      |
| Gebäude                                                     |              | 9 rue de l’Estrapade (Lage)                                                                                       | PA00088445    | Inscrit      | 1977      |      |
| Gebäude                                                     |              | 6 rue du Fouarre (Lage)                                                                                           | PA00088446    | Inscrit      | 1984      |      |
| Gebäude                                                     |              | 42 rue Galande (Lage)                                                                                             | PA00088448    | Inscrit      | 1925      |      |
| Gebäude                                                     |              | 1–3 rue des Grands-Degrés (Lage)                                                                                  | PA00088449    | Inscrit      | 1984      |      |
| Gebäude                                                     |              | 35 rue de la Harpe (Lage)                                                                                         | PA00088450    | Inscrit      | 1979      |      |
| Gebäude                                                     |              | 37 rue de la Harpe (Lage)                                                                                         | PA00088451    | Inscrit      | 1974      |      |
| Gebäude                                                     |              | 45 rue de la Harpe (Lage)                                                                                         | PA00088452    | Inscrit      | 1928      |      |
| Gebäude                                                     |              | 18 rue Laplace (Lage)                                                                                             | PA00088454    | Inscrit      | 1925      |      |
| Gebäude                                                     |              | 30 rue Lhomond (Lage)                                                                                             | PA00088455    | Inscrit      | 1928      |      |
| Gebäude                                                     |              | 47 rue de la Montagne-Sainte-Geneviève (Lage)                                                                     | PA00088456    | Inscrit      | 1964      |      |
| Gebäude                                                     |              | 51 rue de la Montagne-Sainte-Geneviève (Lage)                                                                     | PA00088457    | Inscrit      | 1964 1984 |      |
| Gebäude                                                     |              | 60 rue de la Montagne-Sainte-Geneviève (Lage)                                                                     | PA00088458    | Inscrit      | 1955      |      |
| Gebäude                                                     |              | 9 quai de Montebello (Lage)                                                                                       | PA00088459    | Inscrit      | 1984      |      |
| Gebäude                                                     |              | 122 rue Mouffetard (Lage)                                                                                         | PA00088460    | Inscrit      | 1928      |      |
| Gebäude                                                     |              | 134 rue Mouffetard (Lage)                                                                                         | PA00088487    | Inscrit      | 1990      |      |
| Gebäude                                                     |              | 29 rue de la Parcheminerie (Lage)                                                                                 | PA00088461    | Inscrit      | 1928      |      |
| Gebäude                                                     |              | 4 rue Royer-Collard (Lage)                                                                                        | PA75050007    | Inscrit      | 2005      |      |
| Gebäude                                                     |              | 9 rue Royer-Collard (Lage)                                                                                        | PA00088462    | Inscrit      | 1928      |      |
| Gebäude                                                     |              | 16 rue Saint-Étienne-du-Mont (Lage)                                                                               | PA00088463    | Inscrit      | 1972      |      |
| Gebäude                                                     |              | 53 boulevard Saint-Germain (Lage)                                                                                 | PA00088464    | Inscrit      | 1972      |      |
| Gebäude                                                     |              | 67 Rue Saint-Jacques (Paris) (Lage)                                                                               | PA00088465    | Inscrit      | 1925      |      |
| Gebäude                                                     |              | 151bis Rue Saint-Jacques (Lage)                                                                                   | PA00088466    | Inscrit      | 1981      |      |
| Gebäude                                                     |              | 271 Rue Saint-Jacques (Lage)                                                                                      | PA00088467    | Inscrit      | 1974      |      |
| Gebäude                                                     |              | 273 Rue Saint-Jacques (Lage)                                                                                      | PA00088468    | Inscrit      | 1968      |      |
| Gebäude                                                     |              | 275 Rue Saint-Jacques (Lage)                                                                                      | PA00088469    | Inscrit      | 1968      |      |
| Gebäude                                                     |              | 277 Rue Saint-Jacques (Lage)                                                                                      | PA00088470    | Classé       | 1932      |      |
| Gebäude                                                     |              | 284 Rue Saint-Jacques (Lage)                                                                                      | PA00088472    | Inscrit      | 1925      |      |
| Gebäude                                                     |              | 14 rue Saint-Julien-le-Pauvre (Lage)                                                                              | PA00088473    | Inscrit      | 1928      |      |
| Gebäude                                                     |              | 14 rue Saint-Victor (Lage)                                                                                        | PA00088474    | Inscrit      | 1949      |      |
| Gebäude Le Couteur                                          |              | 29 rue Jean-de-Beauvais (Lage)                                                                                    | PA75050005    | Inscrit      | 2004      |      |
| Imprimerie royale de Musique                                |              | 7 rue Valette (Lage)                                                                                              | PA00088475    | Inscrit      | 1987      |      |
| Institut national des jeunes sourds                         |              | 252bis Rue Saint-Jacques (Lage)                                                                                   | PA00088476    | Classé       | 1989 1990 |      |
| Institut océanographique                                    |              | 195 Rue Saint-Jacques (Lage)                                                                                      | PA75050006    | Inscrit      | 2004      |      |
| Jardin des Plantes und Muséum national d’histoire naturelle |              | rue Cuvier rue Geoffroy-Saint-Hilaire rue Buffon quai Saint-Bernard place Valhubert boulevard de l’Hôpital (Lage) | PA00088482    | Classé       | 1993      |      |
| Lycée Henri IV                                              |              | 23 rue Clovis (Lage)                                                                                              | PA00088391    | Classé       | 1978 1998 |      |
| Lycée Louis-le-Grand                                        |              | 123 Rue Saint-Jacques (Lage)                                                                                      | PA00088477    | Inscrit      | 1926      |      |
| Mairie du 5e arrondissement                                 |              | 13 place du Panthéon (Lage)                                                                                       | PA00088478    | Inscrit      | 1925      |      |
| Haus des Bildhauers François Rude                           |              | 17 rue Henri-Barbusse (Lage)                                                                                      | PA00088486    | Inscrit      | 1990      |      |
| Maison des trois porcelets                                  |              | 31 rue Galande (Lage)                                                                                             | PA00088447    | Inscrit      | 1965      |      |
| Maison de la Mutualité                                      |              | 24 rue Saint-Victor (Lage)                                                                                        | PA75050009    | Inscrit      | 2011      |      |
| Schola Cantorum                                             |              | 269–269bis Rue Saint-Jacques (Lage)                                                                               | PA00088480    | Inscrit      | 1961      |      |
| Panthéon                                                    |              | place du Panthéon (Lage)                                                                                          | PA00088420    | Classé       | 1920      |      |
| Pavillon                                                    |              | 5 rue Geoffroy-Saint-Hilaire (Lage)                                                                               | PA00088483    | Inscrit      | 1925      |      |
| Schwimmbad Pontoise                                         |              | 17 rue de Pontoise (Lage)                                                                                         | PA75050001    | Inscrit      | 1998      |      |
| Pfarrhaus der Kirche St-Étienne-du-Mont                     |              | 30 rue Descartes (Lage)                                                                                           | PA00088484    | Inscrit      | 1925      |      |
| Sorbonne                                                    |              | 45–47 rue des Écoles (Lage)                                                                                       | PA00088485    | Classé       | 1887 1975 |      |

## Liste der Objekte
- Monuments historiques (Objekte) in Paris in der Base Palissy des französischen Kultusministeriums